# Dhanurasana

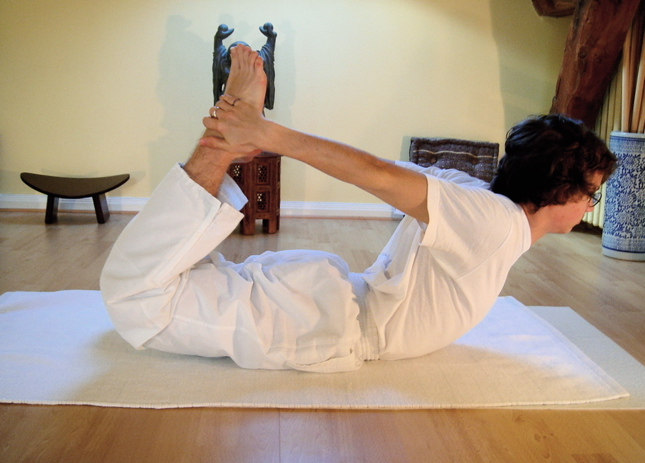
Dhanurasana

Dhanurasana ovvero posizione dell'arco, è una posizione di Hatha Yoga della categoria delle posizioni prone. Il nome deriva dal sanscrito "dhanura" che significa "arco" e "āsana" che significa "posizione".

## Scopo della posizione
La posizione ha lo scopo di insistere sulla schiena inarcandola in modo contrario all'usuale direzione. Crea benefici anche alle cosce, ai pettorali, alle spalle. Questa posizione combina gli effetti sulla schiena di Bhujangasana (Cobra/Serpente) e sulle gambe di Salabhasana (locusta) e dunque viene spesso assunta a seguito di queste.

## Posizione
Partendo dalla posizione prona, con il corpo disteso sulla pancia e le gambe unite e parallele, si piegano le ginocchia portando i talloni sulle natiche e con le mani si prendono le caviglie. Inspirando, si contraggono i muscoli delle cosce facendo trazione con le braccia e sollevando il petto e le cosce da terra. La testa ed il collo rimangono eretti come a voler guardare in avanti.

## Varianti
È possibile realizzare una variante più semplice a questa posizione alzando una sola gamba per volta, mantenendo l'altra gamba ed il braccio corrispondente distesi. In tal caso si parla di Ardha Dhanurasana ovvero di "metà Dhanurasana", in quanto dal sanscrito "ardha" significa "metà".

## Dimensione dell'anima
„L’arco è la posizione dell’attività mirata. Così come un arco, con il suo vibrante essere in tensione, è lo strumento per la realizzazione di un’intenzione in attesa, così la vita umana è l’espressione di un volere attivo chi si concentra, prendendo in considerazione l’ambiente circostante, si coordina opportunamente e cerca una direzione precisamente misurata.“